# Гильдия (телесериал)
«Гильдия» (англ. The Guild) — онлайн-ситком, рассказывающий о жизни небольшой гильдии игроков в одну из многопользовательских ролевых игр, называющих себя «The Knights of Good» («Рыцари Добра»). Ситком состоит из эпизодов длиной 3-9 минут и публикуется на своём официальном сайте, на iTunes, effinfunny.com, YouTube, а также доступен для скачивания с Xbox Live Marketplace. Каждая серия открывается очередной записью в видеодневнике главной героини. Действие серий разворачивается в голосовом чате между участниками гильдии и в реальной жизни, когда они решают впервые встретиться.
Идея и сценарий ситкома принадлежат Фелиции Дэй, также исполняющей роль главной героини ситкома.

## Общая информация
«Гильдия» — независимый ситком, веб-сериал о группе онлайн-игроков. Показ стартовал летом 2007 года, и весь первый сезон был снят исключительно на добровольные пожертвования зрителей. Начиная со второго сезона сериал распределяется X-Box Live и Microsoft и спонсируется компанией Sprint.
Длина каждого эпизода варьирует от 3 до 8 минут. Серии показывают жизнь героев сериала в игре и вне её.
Сериал завоевал несколько наград, включая награду фестиваля South by Southwest (SXSW), награду YouTube and Yahoo! web series Awards 2008 года и 3 награды Streamy в 2009 году, а также удостоился званий «Лучший комедийный веб-сериал», «Лучший состав исполнителей». Исполнительница главной роли Фелиция Дэй удостоилась звания лучшей актрисы. 

## Формат
Каждый эпизод начинается с Кодекс (Фелиция Дэй), которая соединяет старые и новые события в форме видеоблога. Обычно она для аудитории повторяет события предыдущего эпизода и чувства персонажа по этому вопросу.

## Персонажи и актёры

### Рыцари добра
- Сид Шерман — Кодекс/Codex (человек, Священник)

Главная героиня сериала. Стройная рыжеволосая молодая девушка. Всё свободное время посвящает онлайн-игре. Становится понятно, что она старалась избавиться от этой зависимости и больше времени проводить в реальном мире, но зависимость оказалась так сильна, что частный психотерапевт отказалась с нею заниматься, зато подала идею, ставшую основой дальнейших событий — встретиться с другими игроками в реальной жизни. Серьёзной работы не имеет, на жизнь зарабатывает игрой на скрипке. В серии S1 Ep05 Rather Be Raiding упоминает, что в детстве была гениальным ребёнком. Мягкая и отзывчивая, любую напряжённость в разговоре старается сгладить.
Роль играет Фелиция Дэй.
- Суджан Балакришнан Гольдберг — Забу/Zaboo (гоблин, Колдун)

Молодой парень, влюблённый в Сид. По национальности «индей» — полуиндус-полуеврей. Любит использовать в речи различные слова, которые сам придумал, так как он, по собственным словам, «вроде как лингвист». В первой серии он приезжает домой к Сид с вещами, так как неверно расценил подмигивание её виртуального персонажа как признание в любви. Упорно не понимает или не хочет слышать правду жизни: Сид не любит его.
Роль играет Сандип Парик.
- Герман Холден — Ворк/Vork (человек, Воин)

Наиболее колоритный персонаж сериала. Высокий, лысоватый мужчина среднего возраста, немного косит одним глазом. В онлайн-игре является координатором и главой гильдии, к которой принадлежат остальные персонажи. К своей «должности» относится преувеличенно ответственно: рядом с его компьютером стоит плитка, на которой он готовит еду, чтобы не отрываться от игрового процесса; ругает остальных, если они какое-то время посвящают реальному миру, отнимая его у мира виртуального. Очень педантичный и экономный — например, в серии S1 Ep05 Rather Be Raiding на вопрос Сид «Почему там пачка сыра на столе?» объясняет, что в кафе разница между чизбургером и гамбургером составляет один доллар, в то время как пачка сыра из 12 кусочков стоит $2,95, то есть по 24,5 цента за ломтик. Таким образом, экономия составляет 75,5 центов с каждого гамбургера. «Любой, кто нуждается в сыре, может заплатить мне соответственно, — произносит Герман. — Можно округлять вверх». Живёт на пенсию умершего дедушки. Когда Сид замечает, что это незаконно, переводит разговор на другую тему.
Роль играет Джефф Льюис.
- Тинкерболла/Tinkerballa (эльф, Рейнджер)

Молодая девушка-азиатка. Ведёт себя намеренно вызывающе, грубо, хамовато. Свободное от онлайн игры время бесцельно лазит по интернету или играет на портативной игровой консоли. О реальной жизни упорно врёт. Работает якобы в глянцевом журнале помощником редактора. Не открывает своё настоящее имя товарищам по игре. ( — Я тоже использую своё настоящее имя. — Твоё настоящее имя Тинкерболла? — Для вас да!). В 5 сезоне становится известным её имя: Эйприл Лу/April Lou, а также то, что она учится на дизайнера.
Роль играет Эми Окуда.
- Клара Бин — Клара/Clara (гном, Ледяной маг)

Полнотелая блондинка среднего возраста, мать троих детей, которые вечно изолированы на кухне и находятся без внимания. Домохозяйка, её муж работает фармацевтом. Очень коммуникабельна.
Роль играет Робин Торсен.
- Саймон — Блэйдз/Bladezz (человек, Мошенник)

Длинноволосый подросток, постоянно отпускающий сальные шуточки. Поначалу грубый, циничный и безответственный. К товарищам по игре относится с нескрываемым презрением. В серии S1 Ep05 Rather Be Raiding участники игры, встретившись лично, решают вопрос об исключении Блэйдза из гильдии Рыцарей Добра, но, поскольку Ворк накануне передал персонажу Блэйдза всё золото и экипировку гильдии, это не представляется возможным. К концу первого сезона начинает меняться в лучшую сторону. Со временем его отношения с Гильдией налаживаются.
Роль играет Винсент Касо.

## Отзывы
Ситком получил большое количество просмотров на YouTube, став одним из наиболее популярных онлайн-сериалов. В 2007—2009 годах он также получил разные награды. В феврале 2009 года журнал Rolling Stone назвал ситком «одним из лучших шоу в сети».

## Награды
- 2007 YouTube Video Award — лучший сериал[3].
- 2008 South by Southwest Greenlight Award — лучший оригинальный продукт[4].
- 2008 Yahoo! Video Award — лучший сериал[5].
- 2009 Streamy Awards — лучший комедийный онлайн-сериал, лучшая группа актёров в онлайн-сериале, лучшая актриса в комедийном онлайн-сериале (Фелиция Дэй)[6].